# ZSアソシエイツ
ZS (ZSアソシエイツ)は、アメリカ合衆国のイリノイ州エバンストンで設立された戦略コンサルティングファーム。1983年にノースウェスタン大学ケロッグ経営大学院の2人の教授が創業し、社名はこの2人のイニシャルに由来する。 2019年、同社はフォーブス誌において、アメリカで最も優れた経営コンサルティング会社の1つとして選出された。

## 概要
1983年、ケロッグ経営大学院の教授であるアンドリス・ゾルツナーおよびプラバカント・シンハによって設立。
とりわけヘルスケア業界のセールス、マーケティング領域に強みを持っており、2011年の時点で、世界の大手医薬品メーカー50社のうち49社、大手医療機器メーカー20社のうち17社を顧客とする。 他方、テクノロジーや金融サービス、プライベートエクイティといった領域においても、多様な企業に対してインサイトを提供する。
現在、世界の70の国と地域で1,200以上のクライアントと協業。北米、南米、ヨーロッパ、アジアに28のオフィスを構え、グローバルで10,000人を超える従業員を有する。 そのうち約5,000人がインドや日本、上海、シンガポールを含むアジア地域の拠点で勤務する。

## 日本支社
1987年より日本の製薬企業と医療機器企業にサービスを提供し、2003年には日本国内初のオフィスを東京に開設。現在、ZS Japanではヘルスケア領域のみに注力している。

### 東京オフィス
2003年に設立。2020年10月に現在の虎ノ門ヒルズビジネスタワーへ移転。小川正治が東京オフィスおよび日本支社代表を務める。

### 大阪オフィス
2020年7月に設立。世界で28番目の拠点、日本支社としては2ヶ所のオフィスであり、大阪・梅田のヒルトンプラザ ウエストオフィスタワーに入居。代表はプリンシパルである玉谷彰浩。